# Doug Fears
Douglas Margrave Fears (Maryland, 1964) es un excontraalmirante estadounidense.

## Trayectoria
Estuvo vinculado a la Guardia Costera de los Estados Unidos y ejerció como director de la Fuerza de Tarea Interagencial Conjunta Sur. Anteriormente se desempeñó como Comandante Asistente de Política de Respuesta. Fears fue el asesor de seguridad nacional del presidente Donald Trump hasta el 12 de julio de 2019. Fears ha sido el capitán de tres barcos, incluido el USCGC Diligence y el USCGC Hamilton (WMSL-753), un cúter de Seguridad Nacional, además ha servido en otros cinco. También ha estado a cargo de la Oficina de Cumplimiento de la Ley de la Guardia Costera, revisor de programas en la sede de la Guardia Costera, ha trabajado conjuntamente con la Cámara de Representantes de los Estados Unidos y se ha desempeñado como jefe de gabinete del comandante de la Guardia Costera del Área Atlántica. Posee el rango de contralmirante en la Guardia Costera.